# 家相
家相（かそう）とは、土地や家の間取りなどの吉凶を見るもの。

## 概要
風水と同じく中国から伝来したが、日本の神仏習合思想が深く関わりをもち、風水とは違い、日本独自の発展をしたものである。
太極思想、陰陽道も大きく影響した。陰陽道の最盛期といわれる平安時代中期頃から、病気や疾病、地震、火災、天災など、すべてを神の祟りが起こすものと考えられ、祟りを起こす神の存在を鬼に例えて恐れたといわれる。
鎌倉時代前期に著された「陰陽道旧記抄」に「竈、門、井、厠、者家神也云々」とあり、井戸、竈、厠など、病気に直結する場所を神格化させ、諸々の宅神から祟りをうけぬよう祭祀を行い、併せてその位置を判断していた、それが家相の原点である。

## 家相の原点
宮城を造営する際、君主が世界を支配するために天（神）と繋がる中心点が重要であるとして太極殿を建てた。当時を模して建てたものの代表的なものに、平安神宮外拝殿がある。
太極（中心点）が、万物の根源、陰陽の根源とつながるものと考えられ、万物には当然のごとく神が宿ることから、そこに建てる重要な柱を太極柱と呼ぶことになる。地方によっては、大国主の神をお祀りすることから大黒柱ともいい、太い柱を大黒柱と一概にいうわけではない。
伊勢神宮正殿に見られる心御柱（しんのみはしら）も、日本の神が、木や柱を依り代（よりしろ）とするため、神が依り憑く神籬 (ひもろぎ)としている。
そういった中心点を大切にし、そのうえで統制者は、京城内を結界（聖と俗を分離）し、人々が暮らす京城内に災い事が起きないよう四角四境の祭祀を行った。代表的なものに、京城四隅疫神祭（都）、宮城四隅疫神祭（内裏）があり、鬼門、裏鬼門を恐れるのでなく、四方を平等に崇めていた。
歴代天皇は、正月元旦、早朝から四方を拝され、年災消滅、五穀豊穣を祈る四方拝といわれる祭祀を行い、それは寛平二年（890）から、平成期の明仁天皇まで1100年以上も続いている。北東の鬼門、南西の裏鬼門（人門、病門）、対角である北西（天門）、東南（風門、地門）を、現在でも四方を囲み結界をつくり、その土地に災いが起きぬよう祭礼を行う地鎮祭は簡略されたものである。
もうひとつの家相の原点として、高貴な建物を建てる棟梁を「番匠」（ばんしょう）といい、建築すべてに携わるものに災いが起きぬよう邪気を祓い去る陰陽道の祭祀祭礼の儀法を持ち合わせていた。その儀式を「番匠棟上槌打」といい、戦国時代、陰陽師が迫害を受けても刀鍛冶と同様、高い地位に位置付けられた「番匠」が口述伝承し、のちに書物化した「木割書」（きわりしょ）から、家相は生み出されたものであると、名工大名誉教授、内藤昌は述べている。しかし、その番匠ですら様々な流派で混乱し、ばらばらであった。この儀式を保存するため、昭和43年、番匠保存会が設立され、2014年、300年ぶりに再建される興福寺で、この儀式が披露された。

## 鬼門の発祥の地
十二支で鬼門（丑寅）とは反対の方角が未申であることから、猿の像を鬼門避けとして祀ったり、京都御所の北東角の軒下に木彫りの猿が鎮座し、鬼門に対抗し（猿ヶ辻）といわれ、築地塀がそこだけ凹んでおり、「猿ヶ辻」と称されてきた。京都御所の築地塀が鬼門、北東方位を凹ませてつくられていることから、「御所が鬼門を避けている」「除けている」と考えられ、それが鬼門を除ける手法とされてきた。東京芸術大学、東京工業大学名誉教授 清家清の著書　「現代の家相」には、「家相の教え通りに凹ませている」と書かれている。現代でも人々は縁起を担ぎ、家の北東、鬼門の方角に魔よけの意味をもつ、ヒイラギやナンテン、オモトを植えたり、鬼門や裏鬼門（南西）から水回りや玄関を避けて家作りをする場合がある。京都のNPO法人が2015年、京都市内中心部だけで、ビルや店舗、一般住宅など、約1100か所に鬼門除けがあるという調査が記述されている。四角く囲って玉砂利を敷いたり、ヒイラギ、ナンテンを植えている調査結果が発表されている。

京都御所の築地塀　北東角の部分

京都御所の内部には鬼の間が存在していた。鬼の間とは、京都御所において仁寿殿の西、後涼殿の東にある清涼殿、南西隅の部屋であり、裏鬼門の位置にある。飛鳥部常則が康保元年（964年）に鬼を退治する白沢王像を描いたとされている。壁に描かれていた王は、一人で剣をあげて鬼を追う勇姿であり、それを白沢王といい、古代インド波羅奈国（はらなこく）の王であり、鬼を捕らえた剛勇の武将であると伝わる。順徳天皇が著した禁秘抄に絵の記述がある。 現在の建物（鬼の間）に、白澤王の絵は描かれていない。なお、明治時代の『禁秘抄講義』3巻上（関根正直著）に引用されている、江戸中期の随筆「夏山雑談」には、白沢王は李将軍、「白澤王」としても記されている。
つまり、京都御所、天皇家が鬼の災い、神の祟り（自然災害、火災、疫病の蔓延）を恐れて、築地塀を凹ませていた、という解釈より、逆に庶民に災いごとがふりかからぬよう、皇室が一手に猿ヶ辻の凹みで受けとめて、御所内部の清涼殿、鬼の間に導いて鬼を切り倒し、世の安泰を願っていた、そう解釈したほうが自然であり、現代でも皇居の間取りは公開されておらず、外から見ただけの塀の凹みだけを受けて、庶民が単純な考えで鬼門除けに繋がったと考えた方が理に適うと、家相を研究する小池康寿の著書で論じる。猿ヶ辻に関しても前述とは別に、御所を守護する日吉神社の神の使いが猿だったことから、「猿ヶ辻」と呼ばれるという説もある。

## 中心の位置
家の中心点を
1. 「敷地を中心」
2. 「敷地と建物の平均」
3. 「一階の建物重心」
4. 「二階の建物重心」
5. 「一階と二階の建物重心の平均」
6. 「太極柱（大黒柱）」
7. 「囲炉裏」
8. 「神棚」
9. 「床柱」
10. 「大棟」
11. 「一家の主の正寝」
12. 「商店は床の間」
13. 「武家は玄関」

など、15を超える家相の中心点の流派があった。ちなみに明治維新まで絶大な権力をもった土御門家は「一家の主の正寝を中心」としていた。明治維新以降、現在の「建物の重心を中心」とする考え方は、1400年の家相の歴史の中の僅か150年の考え方であると記述がある。
家相が迷信であるとする主張には、文献間の中心点の統一性の欠如、吉凶の統一性の欠如、災いが鬼門の水まわりが影響するかの科学的根拠の希薄性があげられる。これに対して、お茶の水女子大学 教授 宮内貴久は、合理性が明らかにしたところで無意味であり、住宅観を明らかにすることが重要であると述べている。
家相と同じく陰陽道から伝わった茶道は、表千家、裏千家、武者小路千家など、数多くの流派があるが、家相も同じように数多くの流派が存在していた。

## 時代変遷

### 平安、鎌倉、室町時代
陰陽道は、平安時代が最盛期であり、そして室町時代はその繁栄期であったと、愛知学院大学 教授 林淳の著書「近世陰陽道の研究」で述べている。また、陰陽道は平安貴族社会を基盤にして展開されていた呪術的な宗教であり、そして貴族の間に深く広がった理由を、律令制（形法に基づく社会）の神祇祭祀の中に陰陽要素を含む祭祀がすでに数多くあったことが大きいと述べている。代表的な祭祀は、鎮花祭、風神祭、大祓、宮城四隅疫神祭、防解火災祭、螢惑星祭などと述べている。
一方、武家の世界では多くの城で鬼門方位に厠をつくることが常道とされていた、安土城、福知山城、岡山城、姫路城などは裏鬼門に厠が配されていたとされ、鬼神の災いを恐れず覚悟を持った武将の気構えと捉えることができると述べている

### 安土桃山時代
豊臣秀吉による陰陽師弾圧や迫害が始まり、祈祷や占いを生業とする陰陽師を地方に追いやり、一気に力を失ったと述べている。そして開墾をさせ、陰陽師に大地の神々を鎮めさせ、陰陽師の農民化もあわせてはかることをおこない、情報収集能力があるとみられた陰陽師を地方や敵地の近くに置くことで、敵陣の動向を監視する目的も持たせたとも思われていたと述べられている。当時陰陽寮にいた正式な陰陽師の数をはるかに超える陰陽師と名乗る人間が全国に流れたといわれ、民間の陰陽師として、荒れ地の開墾をしながら辛うじて生き残り、声聞師（しょうもんし）や散所法師（さんじょほうし）と呼ばれていき、（だましもの）と呼ばれる偽の陰陽師が増えていった。現在、全国で行われている左義長という火祭りも民間の陰陽師の影響が大きいとされる。
戦国時代の迫害で、土御門家であっても陰陽道の相伝や法具などの多くを焼失した。陰陽道の最も重要な「大法」の泰山府君祭（たいざんふくんさい）の祭壇も喪失し、京都吉田神社から法具を借用して御所の地鎮祭を行った。その影響があり、陰陽道は神道色を色濃くしていった。

### 江戸時代
前時代（偽の陰陽師）の流れを受け、江戸時代、天明から寛政の時代にかけて、「庶民に向けた」家相書が急増し、享和から文化・文政にかけてその書籍の再盛期を迎えたと考えられている。内藤昌の研究では、刊行年月の特定が出来るものと出来ないものが100冊あったとする。また、跡見学園女子大学 教授 村田あがの著作『江戸時代の家相説』によって、当時、「一般庶民に向けた家相書」が多く発行されたことや肉筆の奥伝書（写本）が多く存在することが明らかにされた。江戸時代の家相学では、畳数に陰陽五行での「木」「火」「土」「金」「水」を割り当て、相生、相剋を判断していた。村田あがによれば江戸時代の家相説では、その一例として「九畳八畳の続き間の如きは、土生金の吉相なり」といったように使われていたとされている。
江戸時代は、出版の規制も松平英明・本間五郎の「知らねばならぬ科学的家相の話」p.56で、以下の事例について述べている。
1. 1696年（元禄9年）、風水について触れた著物の1つ、陳畊山「三才発秘」は、1699年（元禄12年）に、卯川四番船で中国から輸入されたものであるが一部墨消しと差返しの処分を受けるだけに止まらず1685年（貞享2年）以降は禁書の指定を受けた(ref.大庭脩,1967)。
2. 1801年（享和元年）9月、大阪南宝寺の板元 河内屋八兵衛が出願した松浦東鶏の著書「方鑑精義大成」が風儀を乱すとの理由で不許可となる。 ただし翌年5月に再出願を行った結果7月に許可が下りた。
3. 1802年（享和2年）9月、大坂長堀心斎町の板元 播磨屋五兵衛が出願した「弁惑書口訣」「天分捷径平天儀図解」の2冊に対して、暦に差支えないか問題となる。 これらの本は、当時著名な暦学者であった麻田立達の鑑別と証言により許可が下りた。

二代将軍、徳川秀忠は鬼門方位を心配するものがいた時、「我が敷地領土すべてなり、ゆえに鬼門は蝦夷である。」そう笑い飛ばした逸話が記載されている。
六代将軍、徳川家宣に仕えた新井白石が鬼門を研究し「鬼門考」を著しており、徳川家康が江戸城構築にあたり鬼門の橋を案じる家臣に対し「名前だけを違えよ」と命じ、位置は変えず、「筋違橋門」と名をつけたと述べている。白石の鬼門考では、鬼門を避けないほうが吉が重なる、鬼門を避けなければ薄命である、鬼門を恐れる世の風潮の中、両極の鬼門説の混在に迷える記載がされている。
上記のように、宮中、武家、庶民と鬼門を捉える考え方が、分散されていくことがうかがわれる。

### 明治
お茶の水女子大学 教授 宮内貴久の著書によれば、政府から各府県に対して、民族調査を命じ生活細部に影響を及ぼす禁令を敷いた。特に、1872年（明治5年）には、教部省により淫祠邪教の類として家相も直接的に禁止されることとなった。と述べられている。そして、この流れを受け継いだ大正時代には、学会誌「建築雑誌」や各種新聞雑誌の類などを行い、この運動は昭和初期まで続くこととなり民俗学において、民家研究や民族宗教研究といった研究分野での進展がなかったと分析している。明治から戦後まで、家相は隠秘、停止されている。

### 大正
大正時代、京大総長、中国古代史研究者、新城新蔵が「迷信」という書籍をだし、鬼門、方位、暦を一刀両断し、鬼門は「単なるこけおどし」と、記述されていた。

### 昭和
1946年（昭和21年）、文部省迷信調査協議会によれば「鬼門を避けるか」という問いに関して、信じるかどうかを別として「避ける」という回答が2/3に及んでいると報告されている。
1960年代末、清家清によって、建築計画学、建築史学、地理学の3分野から研究が進められることとなる。清家清は、昔から言い伝えられた家相の中には建築学の観点からある一定の科学性が認められるものもあるとし、家相を
1. 建築計画学的・工学的・住居学的に根拠があるもの
2. 社会的なタブー
3. 陰陽五行説など迷信・ナンセンスの3つに分け、このうち1番目と2番目について著作にまとめた。

明治維新以降、神仏分離令が発動され占いや家相も禁止になったが、庶民の間では根強く生きており、江戸時代まで権勢を揮ってきたきた土御門家に対する反発が大きくなったと、述べられている。当時の家相書では、一家の主が寝る場所を変えたらどうなる、店を閉店したら中心はどこへ行く、武士が刀を置いたら玄関の中心はどこへ行く、そういった土御門家への反発が大勢を占めていったと、述べている。そして戦後GHQにより、神道指令が出されることで、神とつながる太極思想が骨抜きにされて、家相見自身が生き残るために、現代の建物重心を家の中心とする流れに一気に進んでいった。

## 鬼門をなくす祭祀　出雲屋敷地鎮祭
本来は出雲の氏子のみを対象に行っていた祭祀。現在では、他県から訪れるものも、神殿において、地鎮祭の式典が行われ、新築や増築工事に対する地鎮祭が行われる。その地鎮祭を出雲屋敷地鎮祭という。式典後、土地に鎮める「御土」「鎮め物」、また中央、四方、五カ所の柱に貼る御札を頂き、それを五柱御札という。土地や建物の穢れをなくし、鬼門という考え方もいっさいなくなる祭祀となる。※神語三唱や御神土埋納、四拍手など特殊性がある。出雲屋敷後、年々多少の初穂を献納する出雲年貢を行う地域がある。

## 家相と風水との関連
奈良時代、中国から仏教とともに伝来した風水思想の中の、居宅を陽宅風水、墓地を陰宅風水とする思想がある。
その陽宅風水が日本で神仏習合の影響を大きく受け、日本独自の宗教観の中で発展したものが家相であるため、家相を風水の一種として扱うかどうかで意見が大きく別れる。
また日本においては、「地相」と「家相」の個別の定義があるが、総合して「家相」として用いられてきた。
日本に伝わった風水は、八世紀に陰陽道が国家制度に組み込まれて陰陽寮が設立されたことで、遷都や宮殿の土地選定をおこなう占筮相地（せんぜいそうち）とという陰陽寮の五つの中の一つの分野である。風水を親とすれば、異国に渡り、まったく違う（神仏習合）宗教観の中で育った家相はまったく違うものと考えた方が自然である。日本では、古来から鬼が出入りする方角であるとして、万事に忌むべき方角としているが、方位の呼び名（門）は、風水と同じく中国から伝来した陰陽道であるが、風水では鬼門を必要以上に恐れることはない。陰陽道が日本に伝わり日本の神仏習合思想と深く関わりをもつことで、日本独自の家相の発展が鬼門を異常に恐れる大きな要因とされる。

## 主たる参考文献
- 松平英明、本間五郎「知らねばならぬ科学的家相の話」欧亜社、1932年、p.51, 56 など
- 宮内貴久「家相の民俗学」吉川弘文館、2006年 ISBN 4-642-07367-1、p.9, 10,72 など
- 村田あが「江戸時代の家相説」雄山閣出版、1999年、ISBN 978-4639015871　p.220 など
- 宮内貴久「風水と家相の歴史」歴史文化ライブラリー 吉川弘文館、2009年　ISBN 978-4642056700、オンデマンド版　2021年　ISBN　9784642756709
- 林淳『近世陰陽道の研究』吉川弘文館、2005年12月。ISBN 9784642034074。、オンデマンド版 2022年 ISBN 9784642734073
- 清家清「現代の家相」 新潮社、1989年　ISBN 4334050034
- 清家清「家相の科学」 光文社、1969年　ISBN 4106019671
- 小池康寿『日本人なら知っておきたい正しい家相の本』プレジデント社、2015年11月。ISBN 9784833421492。
- 斎藤英喜『陰陽道の神々』佛教大学教育部思文閣出版、2007年10月。ISBN 9784784213665。
- 繁田信一『平安貴族と陰陽師』吉川弘文館、2005年5月。ISBN 9784642079426。
- 圭室文雄『日本人の宗教と庶民信仰』吉川弘文館、2006年3月。ISBN 9784642013673。
- 岡田荘司『日本神道史』吉川弘文館、2010年6月。ISBN 9784642080385。
  - 岡田荘司・小林宣彦編『日本神道史（増補新版）』　吉川弘文館 2021年　ISBN　9784642083959
- 内藤昌　『城の日本史 』講談社学術文庫　2011年8月　ISBN 9784062920643